# Luci Publici Mal·leol
Luci Publici Mal·leol (en llatí Lucius Publicius L. F. L. N. Malleolus) va ser un magistrat romà del segle iii aC. Formava part de la gens Publícia, una gens romana d'origen plebeu.
Va ser edil plebeu o curul en una data propera al 240 aC, i durant el seu any va construir el temple de Flora junt amb el seu col·lega i germà petit Marc Publici Mal·leol i va instaurar els Ludi Florales que Vel·leu Patèrcul diu que es van celebrar per primer cop l'any 240 aC. També va construir la Publicius Clivus, un camí amb pendent que portava a l'Aventí. Tot això es va fer amb els diners de les multes dels que havien violat les lleis agràries. Pescenni Fest diu que els germans eren edils curuls mentre Marc Terenci Varró i Ovidi els esmenten com a edils plebeus.